# انیکا اوهلن
انیکا اوهلن (انگلیسی: Annica Åhlén؛ زادهٔ ۱۷ ژانویهٔ ۱۹۷۵) بازیکن هاکی روی یخ اهل سوئد است.